# Семенюк Сергій Володимирович
Сергій Володимирович Семенюк (народ. 27 січня 1991, Потсдам, Німеччина) — український та німецький професійний футболіст, півзахисник німецького клубу VfB Krieschow.
У минулому — захисник/півзахисник українського футбольного клубу «Агробізнес».
Відомий також завдяки виступам у складі київського «Арсеналу», білоруського «Динамо-Берестя» та низки інших українських та зарубіжних клубів. Ексгравець юнацьких збірних України різного віку.
Грає на полі за номером 80 на футболці.

## Ранні роки
Сергій Семенюк народився у родині військового у Потсдамі (федеральна земля Бранденбург, Німеччина). Дитинство пройшло в Ізяславі (Хмельницька область, Україна). Сергій займався футболом в академії донецького «Шахтаря», за який виступав у чемпіонаті ДЮФЛУ. Викликався до юнацьких збірних України різного віку.

## Кар'єра
На професійному рівні Сергій Семенюк дебютував у Другій лізі України 9 квітня 2008 року в поєдинку «Шахтар-3» — «Іллічівець-2». З 2008 до 2011 року грав за резервні команди «гірників» (прізвисько футбольного клубу «Шахтар» Донецьк).
У серпні 2011 року Семенюк пішов із команди «Шахтар-2» Донецьк до «Енергетика» Бурштин.
У грудні 2011 року перейшов із команди «Енергетик» Бурштин у «Шахтар-2» Донецьк.
З 2012 до 2015 року грав у білоруському ФК «Динамо-Берестя», був одним з основних захисників клубу. У 2015 році провів нетривалий період у литовському «Шяуляї», після чого знову повернувся до білоруського клубу.
У лютому 2016 року Семенюк погодився на пропозицію від українського футбольного клубу «Полтава», у складі якого провів весняну частину чемпіонату.
З липня 2016 до серпня 2019 року — гравець київського «Арсеналу».
У серпні 2019 року перейшов із команди «Арсенал» до «Агробізнесу» (Волочиськ, Україна).
У липні 2022 року погодився на пропозицію від німецького футбольного клубу VfB Krieschow (Крішов, федеральна земля Бранденбург, Німеччина).

## Досягнення
- Чемпіон Першої ліги чемпіонату України: 2017/18

## Особисте життя
Одружений із 2021 року: дружина — Ніка Костянтинівна Семенюк (до шлюбу Аксьоненко).
Захоплення: музика та спів, великий теніс, подорожі.